# 石橋かおり
石橋 かおり（いしばし かおり、1962年5月6日 -  ）は、菓子研究家。主に洋菓子が専門である。出版したレシピ本は５３冊にのぼる。類計１５０万部以上
チーズケーキのレシピは400点を超える。

## 略歴
1962年、千葉県生まれ。長野県諏訪二葉高等学校、明治鍼灸短期大学（３年制）卒業。鍼灸師免許を取得し、卒業後はカイロプラクティックと鍼灸治療を行う東京自由が丘治療院に勤務。その後実家である長野県の小池治療院に勤務。

## 経歴
当初は1992年地元のレストランにケーキを卸したりウェディングケーキを頼まれたりと鍼灸業務と並行して活動を行う。ケーキ作りは主に自己流で始まり研究を重ねる。次第にケーキ作りに魅了され、『なぜ本の通りに作っているのに失敗するのか』が非常に疑問でお菓子の本を片っ端から読んでは作るを繰り返した。1994年より元衆議院議員・藤野真紀子氏のお菓子教室『マキコ フーズ・ステュディオ』に3年間通い専門士を習得。その後、フランスのベルエ・コンセーユ製菓学校、フランスのチョコレートのヴァローナ社のラボ、アメリカのカリナリーインスティテュートオブアメリカ製菓などで短期研修も受ける。さらにその後も様々なフランスのシェフの来日時に研修を受ける。レシピ作りは日々実験のようなもの。実験の溜まったデータをまとめて1996年に料理書『絶対失敗しないシフォンケーキ』（雄鶏社刊）を出版した。自宅でお菓子教室『Cake』（ケイク）を主宰し、1年間でお菓子作りの基礎を２～３年で応用を学ぶことができるカリキュラムとしていた。３年間卒業時にはディプロム（修了書）を発行していた。

## 現在の活動
レシピ本の出版、雑誌（“レタスクラブ”、 “Saita”, “おはよう奥さん”、“天然生活”など多数）でのレシピ紹介。企業の広告宣伝、
商品開発、自身のお菓子を商品化したローソンスイーツ等々
ＴＶ、ラジオ出演
日本の菓子文化を世界中に広める為、各地でコラボ企画やイベントに参加。NYで自身のケーキショップをオープンするために活動中。

## 作品一覧
| 料理書                                                            | 料理書 | 料理書       |
| 作品名                                                            | 出版年 | 出版社       |
| ----------------------------------------------------------------- | ------ | ------------ |
| 絶対失敗しないシフォンケーキ                                      | 1996   | 雄鶏社       |
| 絶対失敗しないスポンジケーキ                                      | 1996   | 雄鶏社       |
| ja\|型とサイズで選ぶお菓子}<                                      | 1997   | 雄鶏社       |
| スイートハートケーキ                                              | 1998   | 主婦と生活社 |
| 絶対失敗しないパイとタルト                                        | 1998   | 雄鶏社       |
| シンプルスタイルのチーズケーキ                                    | 1988   | 雄鶏社       |
| チョコレートの小さなお菓子                                        | 1998   | 主婦と生活社 |
| 絶対失敗しないシフォンケーキⅡ                                     | 1999   | 雄鶏社       |
| ワンボウルでできるお菓子                                          | 2000   | 雄鶏社       |
| ニューヨークスタイルのお菓子                                      | 2000   | 雄鶏社       |
| 石橋かおりのひんやりデザート                                      | 2001   | 雄鶏社       |
| シンプルチョコ                                                    | 2002   | 雄鶏社       |
| プレゼントしたい！チョコのお菓子                                  | 2003   | 大泉書店     |
| 石橋かおりのお菓子レッスン焼き菓子                                | 2003   | 雄鶏社       |
| 石橋かおりのお菓子レッスン焼き菓子                                | 2004   | 雄鶏社       |
| 石橋かおりのお菓子レッスンデザート                                | 2004   | 雄鶏社       |
| 食感が決め手！チーズケーキ                                        | 2004   | サンリオ     |
| 4つの季節のシンプルチーズケーキ                                   | 2004   | 主婦と生活社 |
| 石橋かおりのお菓子レッスンチョコレート                            | 2004   | 雄鶏社       |
| くだもののお菓子                                                  | 2005   | 雄鶏社       |
| たまごのお菓子                                                    | 2005   | 雄鶏社       |
| くるくるチョコと水玉ショコラ                                      | 2006   | 主婦と生活社 |
| チーズのケーキ                                                    | 2006   | MCプレス     |
| ホットケーキミックスで基本のお菓子                                | 2007   | レタスクラブ |
| デイリーマフォン＆おめかしカップケーキ                            | 2007   | MCプレス     |
| おいしいチーズケーキの作り方                                      | 2007   | 雄鶏社       |
| 食感が決め手！焼き菓子                                            | 2008   | サンリオ     |
| パイとタルト                                                      | 2008   | MCプレス     |
| Pink！                                                            | 2009   | アスペクト   |
| ベイクドチーズケーキ＆レアチーズケーキ                            | 2010   | 主婦の友社   |
| 男子スイーツレシピ                                                | 2010   | 主婦の友社   |
| 米粉の焼き菓子                                                    | 2010   | 主婦の友社   |
| シフォンケーキとシフォンロール                                    | 2010   | 主婦の友社   |
| ハッピーチーズケーキレシピ                                        | 2011   | 主婦と生活社 |
| ハッピーチーズデザートレシピ                                      | 2011   | 主婦と生活社 |
| ハッピーチーズケーキシーズンレシピ春夏編                          | 2012   | 主婦と生活社 |
| ハッピーチーズケーキレシピ秋冬編                                  | 2012   | 主婦と生活社 |
| ハッピーチーズケーキハートフルレシピ                              | 2013   | 主婦と生活社 |
| はじめてのナチュラルスイーツ                                      | 2013   | 講談社       |
| ハッピーチーズケーキギフトレシピ                                  | 2014   | 主婦と生活社 |
| 卵黄・卵白使い切る！シフォンケーキシフォンロール＋10レシピ 改訂版 | 2014   | 主婦の友社   |
| ベストオブチーズケーキ                                            | 2015   | 講談社       |
| ブラウニーとガトーショコラ                                        | 2015   | 文化出版局   |
| アイス1年中 天然生活ムック                                        | 2016   | 地球丸       |
| チーズのケーキ 改訂版                                             | 2016   | マイナビ出版 |
| チーズケーキとチョコレートケーキ                                  | 2016   | 地球丸       |
| 米粉のお菓子                                                      | 2017   | 主婦の友社   |
|                                                                   |        |              |
|                                                                   |        |              |
|                                                                   |        |              |

その他
| 番組         |
| ------------ |
| ラジオ東京FM |
| FM長野       |
| SBCラジオ    |

| 名前                     |
| ------------------------ |
| MOM vol.109 2014年5月1日 |
| プラス1リービング NO.21  |